# Kai James
Kai Afi James (West Palm Beach, 26 luglio 1995) è una cestista statunitense.

## Carriera
È stata selezionata dalle New York Liberty al terzo giro del Draft WNBA 2017 (34ª scelta assoluta).